# جريج برانر
جريج برانر (بالإنجليزية: Greg Brunner)‏ مواليد 15 يونيو 1983 في تشارلز سيتي، هو لاعب كرة سلة أمريكي معتزل. بدأ مسيرته الاحترافية في سنة 2006. حمل الرقم 8. يبلغ طوله 6 قدم 7 بوصة (2.0 م). اعتزل اللعب في 2014.

## المسيرة الاحترافية
لعب مع أوستند في موسم 2007–2008، ثم لعب مع بييلا لكرة السلة في موسم 2008–2009، ثم لعب مع سوتور باسكت مونتيجرانارو في موسم 2009–2010، ثم لعب مع تريفيزو لكرة السلة في الدوري الإيطالي في موسم 2010–2011، ثم لعب مع سوتور باسكت مونتيجرانارو في موسم 2011–2012، ثم لعب مع بالاكانسترو كانتو في الدوري الإيطالي في سنة 2012، ثم لعب مع بالاكانسترو ريجيانا من سنة 2012 إلى 2014.

## الإنجازات
- كأس بلجيكا لكرة السلة (1): 2008

## روابط خارجية
- جريج برانر على موقع الدوري الأوروبي لكرة السلة (الإنجليزية)
- جريج برانر على موقع كرة السلة الأوروبية.كوم (الإنجليزية)
- جريج برانر على موقع DraftExpress.com (الإنجليزية)
- جريج برانر على موقع كلية كرة السلة في سبورتس رفرنس.كوم (الإنجليزية)
- جريج برانر على موقع ريلجم (الإنجليزية)
- جريج برانر على موقع بروبوليرز (الإنجليزية)
- جريج برانر على موقع سبورتس رفرنس (الإنجليزية)